# Rajon Nischyn
Der Rajon Nischyn (ukrainisch Ніжинський район Nischynskyj rajon; russisch Нежинский район Neschinski rajon) ist ein ukrainischer Rajon mit etwa 220.000 Einwohnern. Er liegt in der Oblast Tschernihiw und hat eine Fläche von 7226 km², der Verwaltungssitz befindet sich in der namensgebenden Stadt Nischyn.

## Geographie
Der Rajon liegt im Zentrum der Oblast Tschernihiw und grenzt im Norden an den Rajon Korjukiwka, im Nordosten an den Rajon Nowhorod-Siwerskyj, im Osten an den Rajon Konotop (in der Oblast Sumy gelegen), im Süden an den Rajon Pryluky, im Südwesten an den Rajon Browary (in der Oblast Kiew gelegen) sowie im Westen an den Rajon Tschernihiw.

## Geschichte
Der Rajon wurde am 7. März 1923 gegründet und ist seit 1991 ein Teil der heutigen Ukraine.
Am 17. Juli 2020 kam es im Zuge einer großen Rajonsreform zur Auflösung des alten Rajons und einer Neugründung unter Vergrößerung des Rajonsgebietes um die Rajone Bachmatsch, Bobrowyzja, Borsna und Nossiwka sowie der bis dahin unter Oblastverwaltung stehenden Stadt Nischyn.

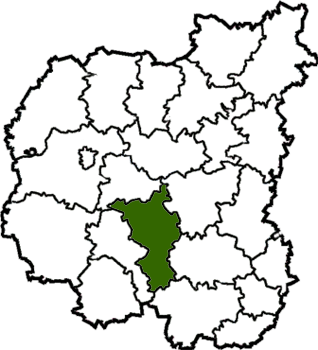
Rajon Nischyn bis Juli 2020
Rajonsgebiet ab Juli 2020

## Administrative Gliederung
Auf kommunaler Ebene ist der Rajon in 17 Hromadas (6 Stadtgemeinden, 2 Siedlungsgemeinden und 9 Landgemeinden) unterteilt, denen jeweils einzelne Ortschaften untergeordnet sind.
Zum Verwaltungsgebiet gehören:
- 6 Städte
- 2 Siedlungen städtischen Typs
- 294 Dörfer
- 16 Ansiedlungen

Die Hromadas sind im Einzelnen:
- Stadtgemeinde Nischyn
- Stadtgemeinde Baturyn
- Stadtgemeinde Bachmatsch
- Stadtgemeinde Bobrowyzja
- Stadtgemeinde Borsna
- Stadtgemeinde Nossiwka
- Siedlungsgemeinde Dmytriwka
- Siedlungsgemeinde Lossyniwka
- Landgemeinde Komariwka
- Landgemeinde Kruty
- Landgemeinde Makijiwka
- Landgemeinde Mryn
- Landgemeinde Nowa Bassan
- Landgemeinde Plysky
- Landgemeinde Talalajiwka
- Landgemeinde Wertijiwka
- Landgemeinde Wyssoke